# Transromanica

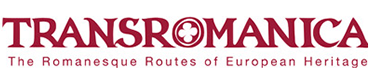

Die Transromanica ist eine Kulturroute des Europarats, auf der Informationen und Sehenswürdigkeiten zum kulturelle Erbe der Romanik präsentiert werden, die durch zehn europäische Länder verläuft.

## Verlauf
Von Deutschland führt die Transromanica über Österreich, Portugal, Spanien, Frankreich, Italien, die Slowakei bis hin nach Serbien, Kroatien und Rumänien finden sich historische charakteristische Bauwerke dieser Epoche, von denen einige den Status UNESCO-Weltkulturerbe haben.
Die Straße der Romanik ist seit 2007 Teil dieser Europäischen Kulturroute.
Die Route führt von Sachsen-Anhalt und Niedersachsen in Deutschland über Kärnten in Österreich, die Lombardei und das Piemont in Italien, das französische Burgund, die spanische Region Kastilien-León. Landschaftlich interessant sind dabei die Täler der Flüsse Sousa, Douro und Tâmega in Portugal. Die Transromanica durchquert das Zentrum der Slowakei, Transsilvanien in Rumänien und endet im Südwesten Serbiens.

## Kulturroute des Europarats

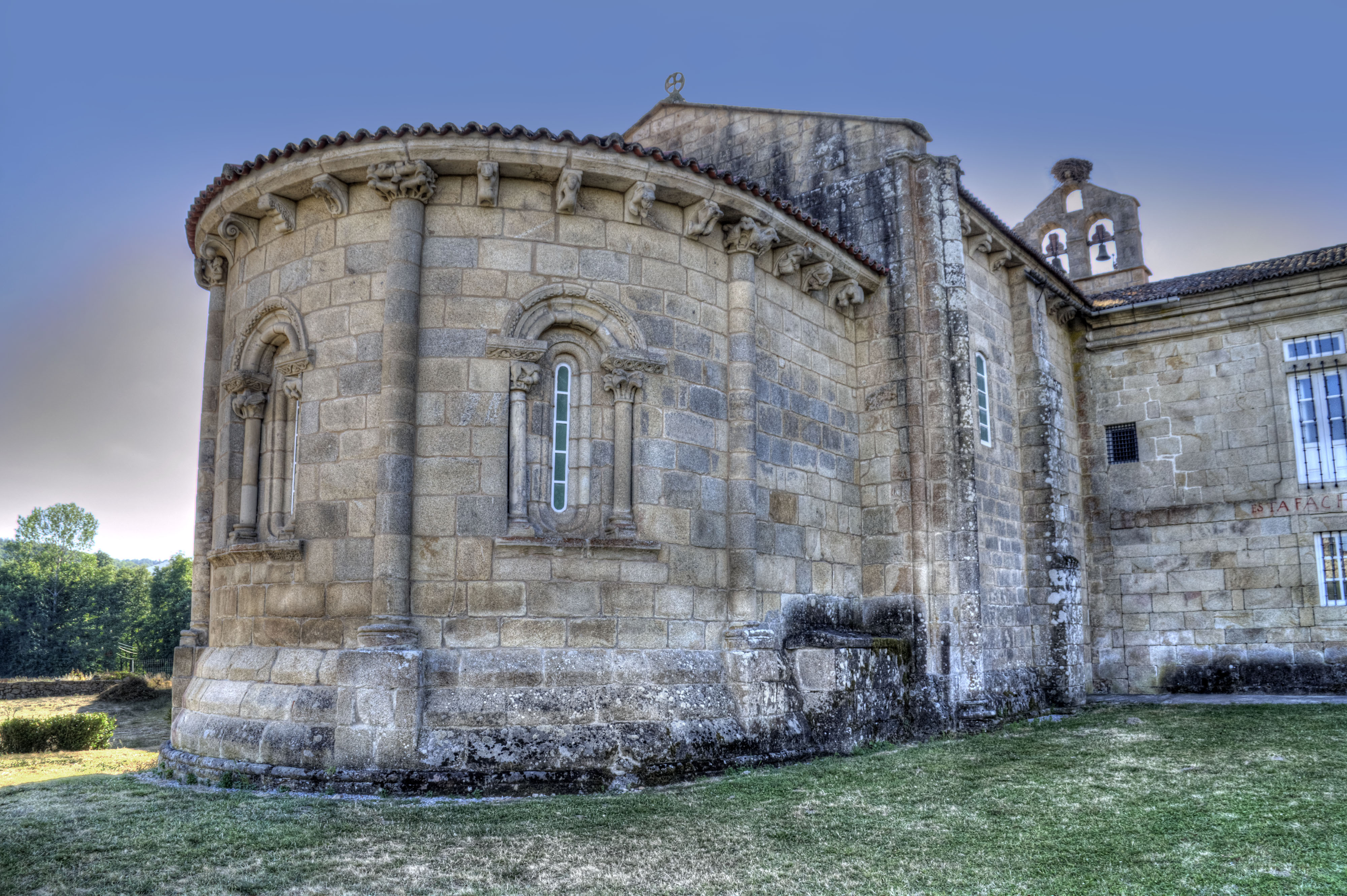
Santa María de Ferreira, Spanien

Im Jahr 2007 wurde TRANSROMANICA zur „Kulturroute des Europarats“ erklärt.
Ab dem Jahr 1000 entwickelte sich im mittelalterlichen Europa, mit der Romanik ein gemeinsamer Kunst- und Baustil, der sowohl von römischen als auch frühchristlichen Tradition inspiriert war. An vielen Orten entstanden damals Klöster, Abteikirchen und Wallfahrtsorte, die teilweise bis heute erhalten sind und von Reisenden entlang dieser Kulturroute besucht werden können.

## Liste einiger Stationen
Die folgende Auflistung erhebt keinen Anspruch auf Vollständigkeit, auch weil viele der Orte keine eigenen Einträge haben (Ergänzungen willkommen)
- Naumburger Dom, Deutschland
- Merseburger Dom, Deutschland
- Stift Quedlinburg, Deutschland
- Dom zu Halberstadt, Deutschland
- Magdeburger Dom, Deutschland
- Kaiserdom (Königslutter), Deutschland
- Havelberger Dom, Deutschland
- Kirchenanlage Maria Wörth, Österreich
- Stift Millstatt, Österreich
- Kirche von Diakovce, Slowakei
- Kirche von Bíňa, Slowakei
- Spišská Kapitula, Slowakei
- Sacré-Cœur, Frankreich
- Kathedrale von Modena, Italien
- San Michele Maggiore, Italien
- Kathedrale von Zamora, Spanien
- Abtei Santo Domingo de Silos, Spanien
- Santa María de Bolmente; Sober, Spanien
- San Clodio; Ribas de Sil, Spanien
- San Pietro; Monforte de Lemos, Spanien
- Zisterzienserkloster von Pantón, Spanien
- Santo Stefano; O Saviñao, Spanien
- Santa Maria; Taboada, Spanien
- Wehrkirche Sankt Johannes Portomarín, Spanien
- Kloster San Salvatore; Penafiel, Portugal
- Kloster  San Pietro: Paços de Ferreira, Portugal
- Salvatorkloster Amarante, Portugal
- Castello di Arnoia Celorico de Basto, Portugal
- Kloster Santa Maria; Felgueiras, Portugal
- Kathedrale St. Michael, Rumänien
- Kloster Studenica, Serbien
- Kloster Gradac, Serbien
- Kloster Žiča, Serbien
- Đurđevi Stupovi, Serbien
- Kloster Sopoćani, Serbien

## Galerie einiger Stationen

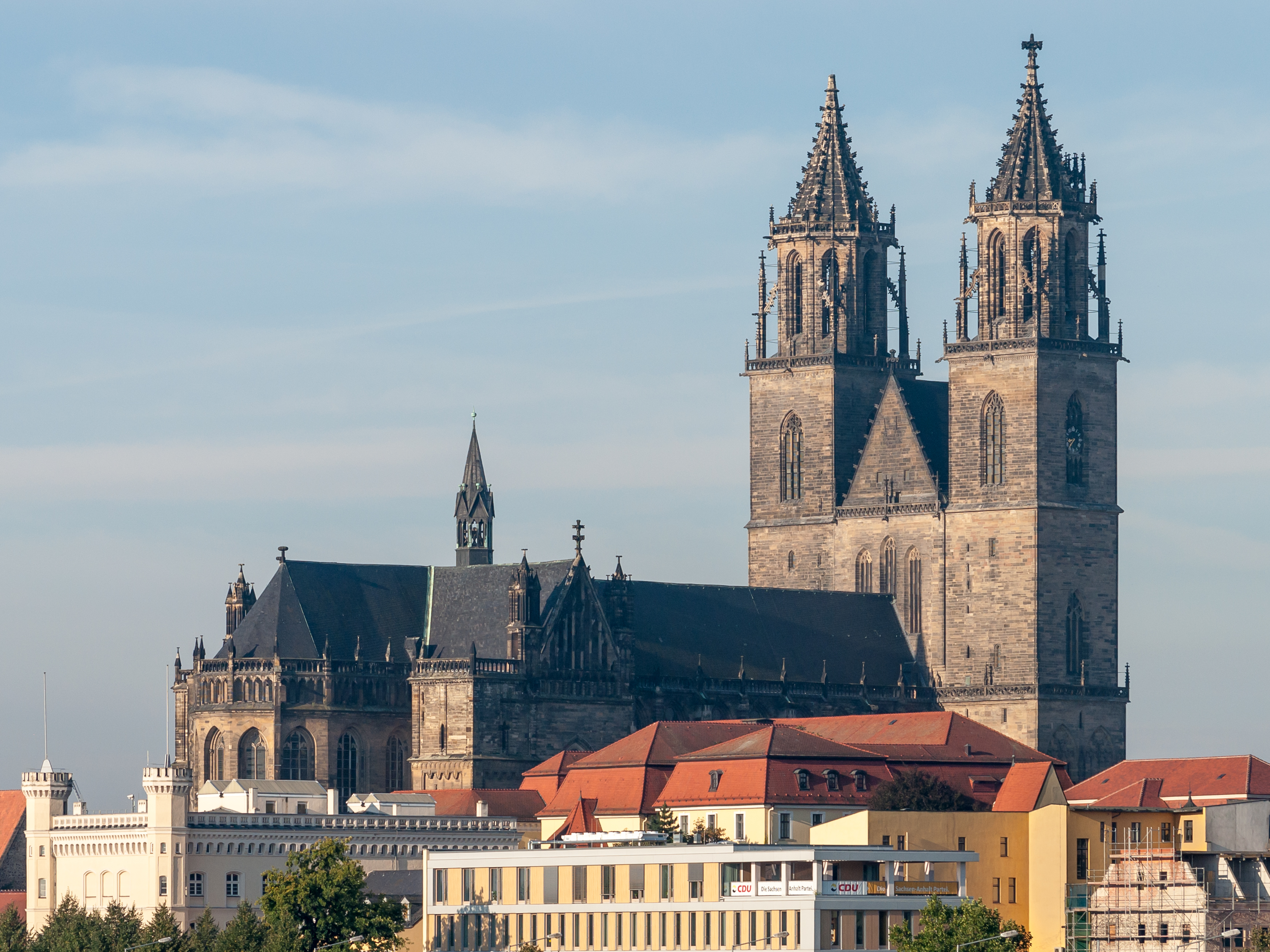
Magdeburger Dom (Deutschland)
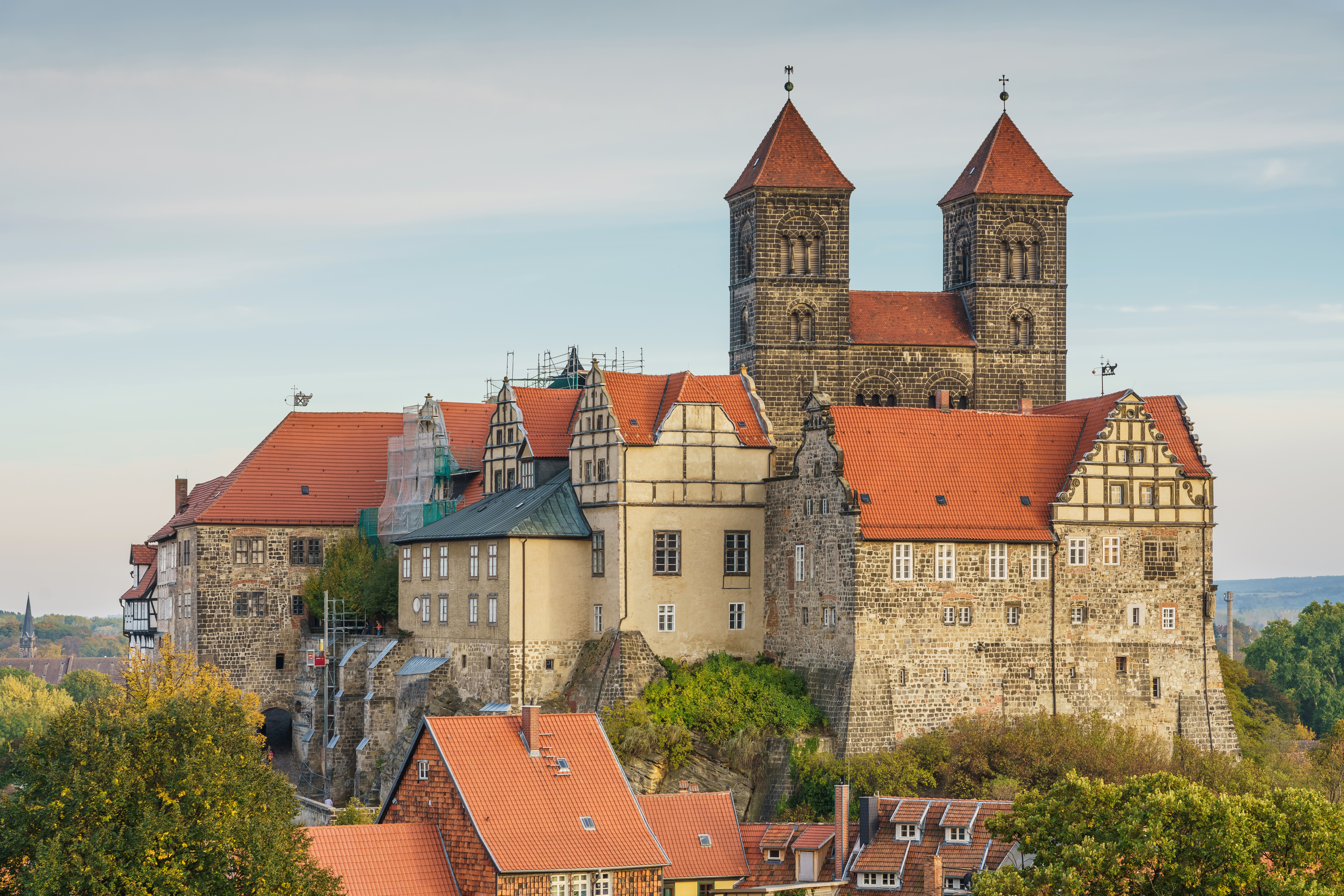
Stift Quedlinburg (Deutschland)
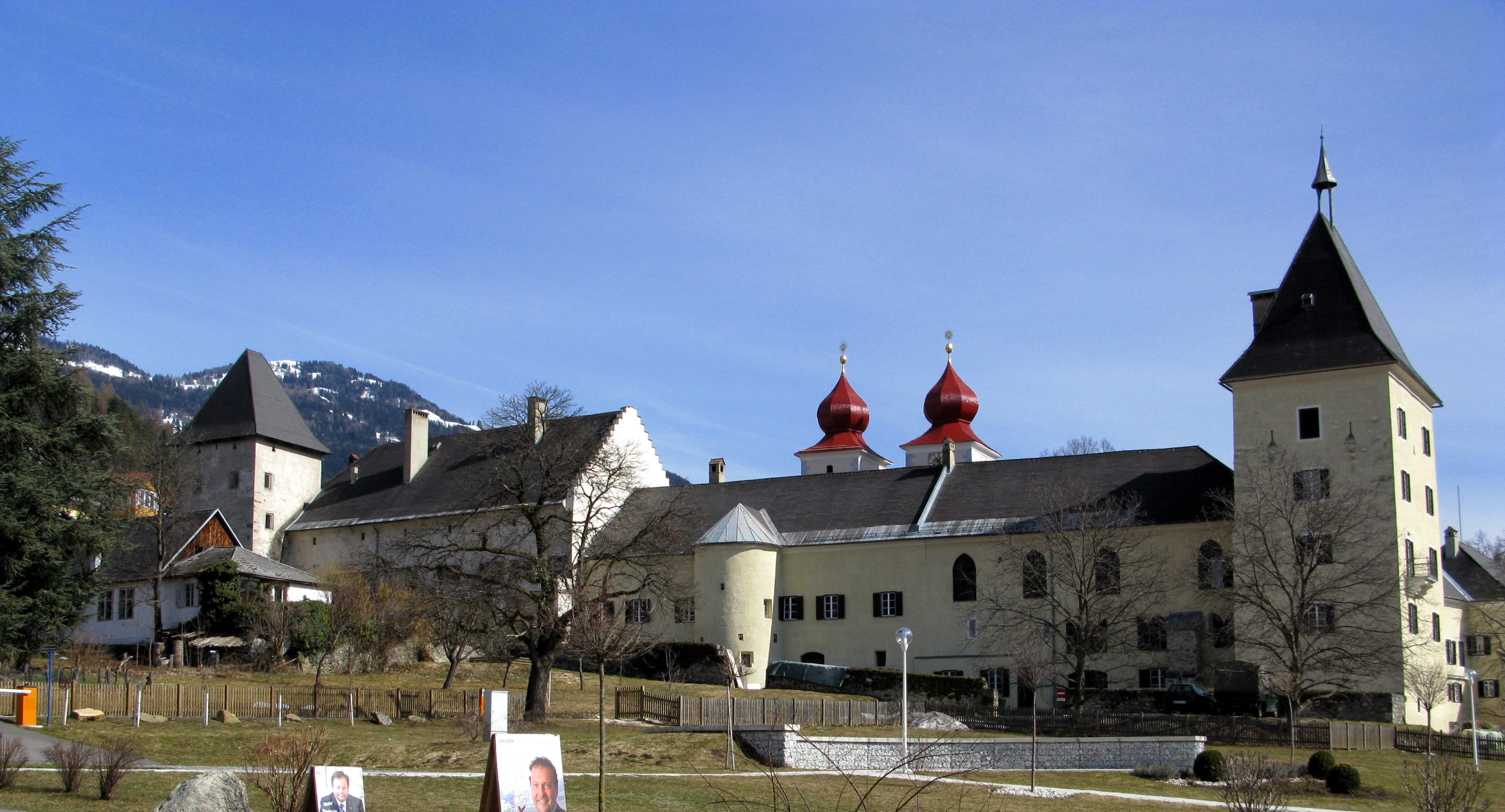
Stift Millstatt (Österreich)
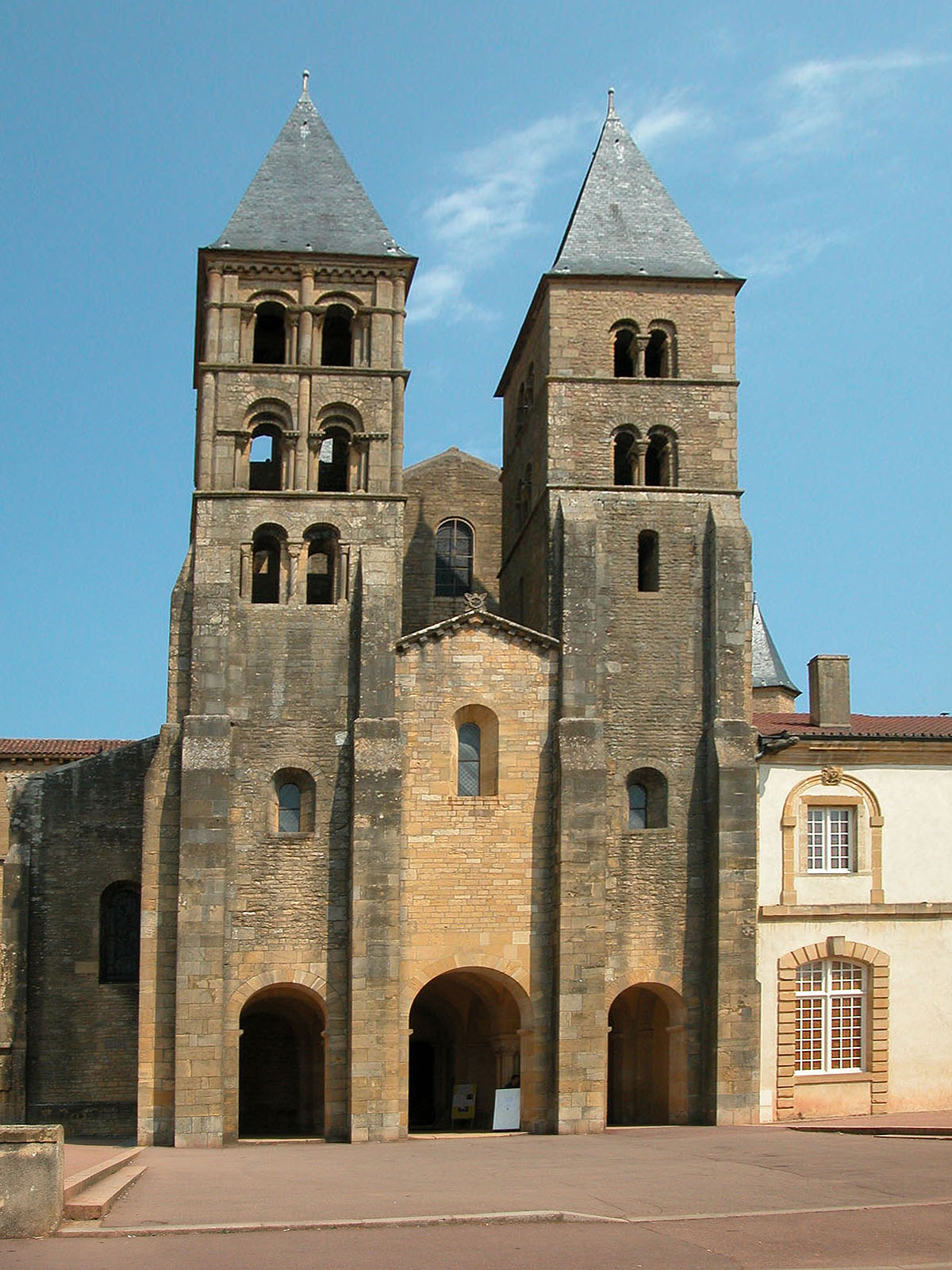
Die Basilika Sacré-Cœur (Frankreich)
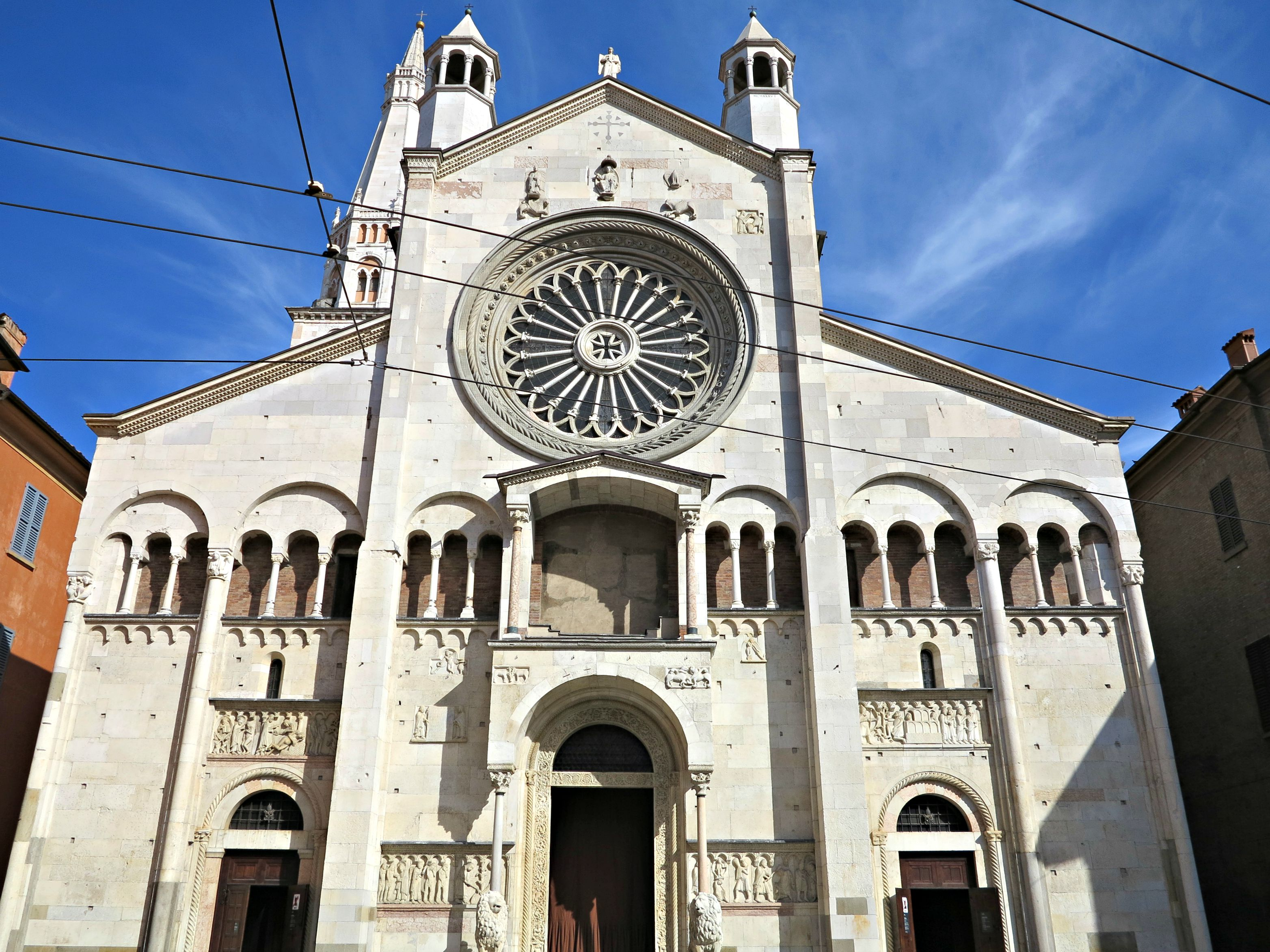
Kathedrale von Modena (Italien)
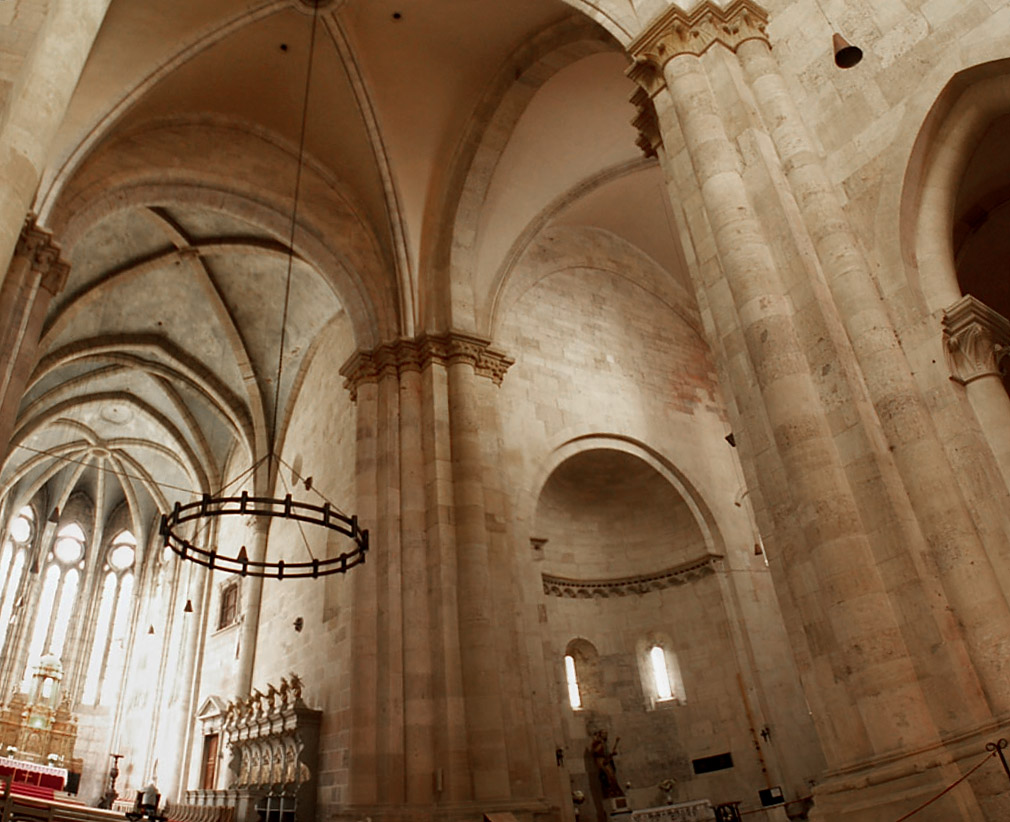
Kathedrale St. Michael (Italien)
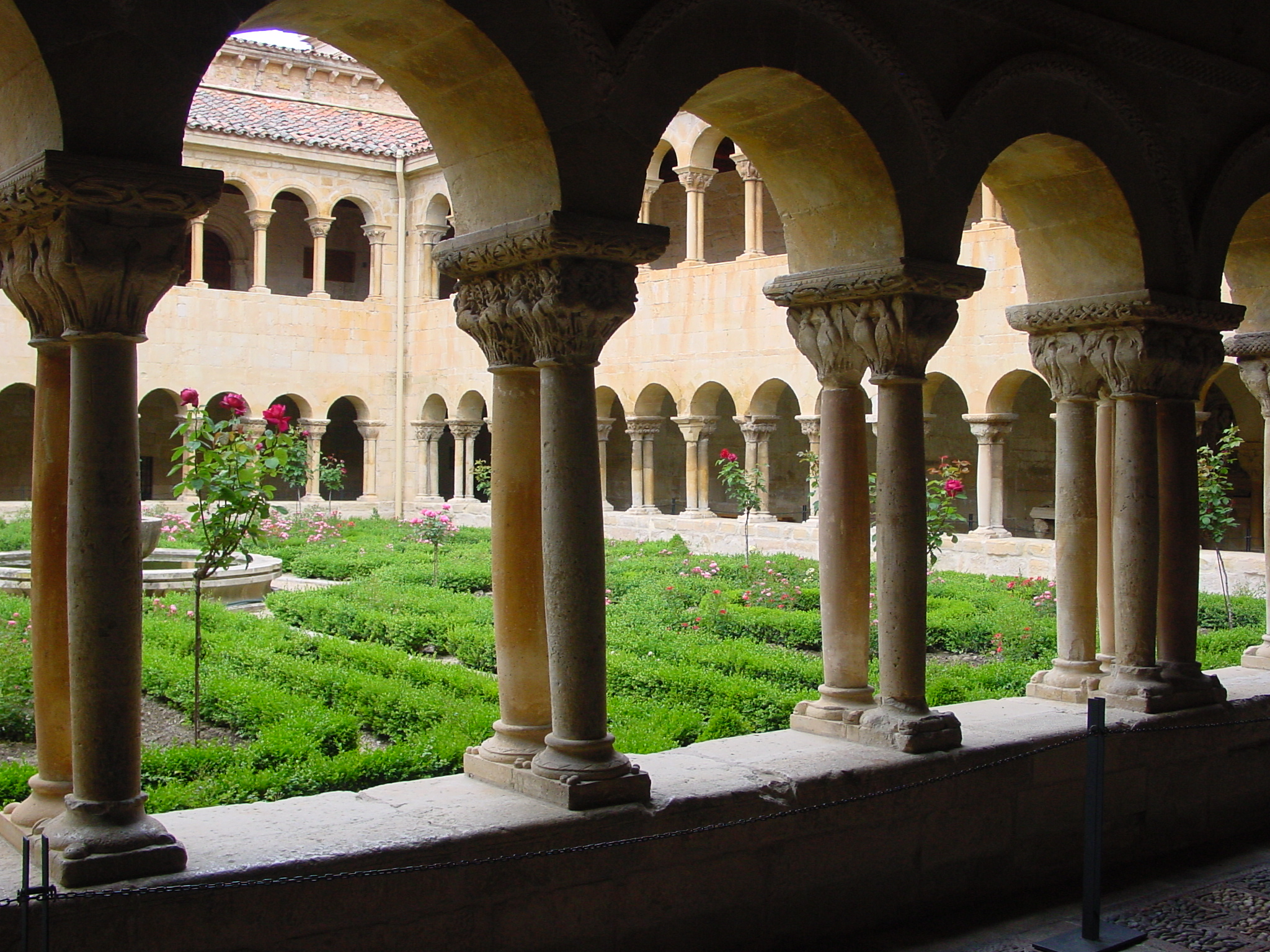
Abtei Santo Domingo de Silos (Spanien)
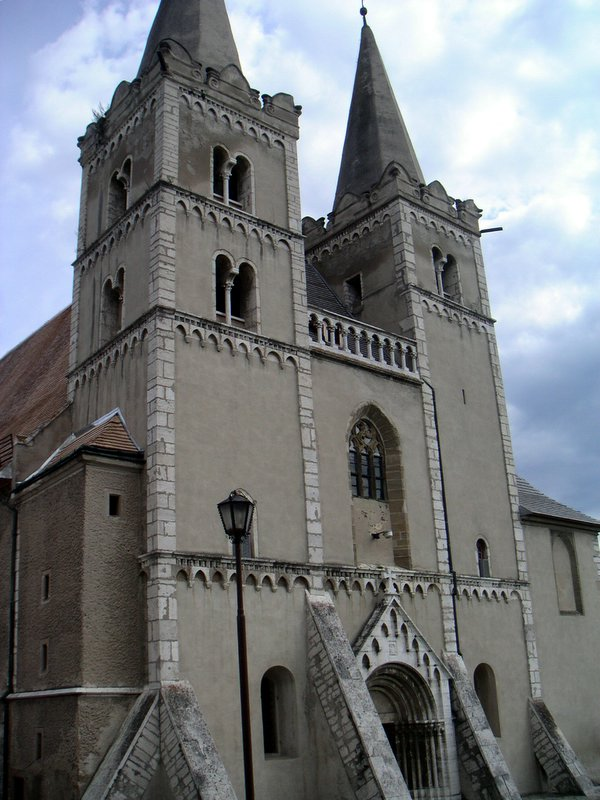
Spišská Kapitula (Slovakei)
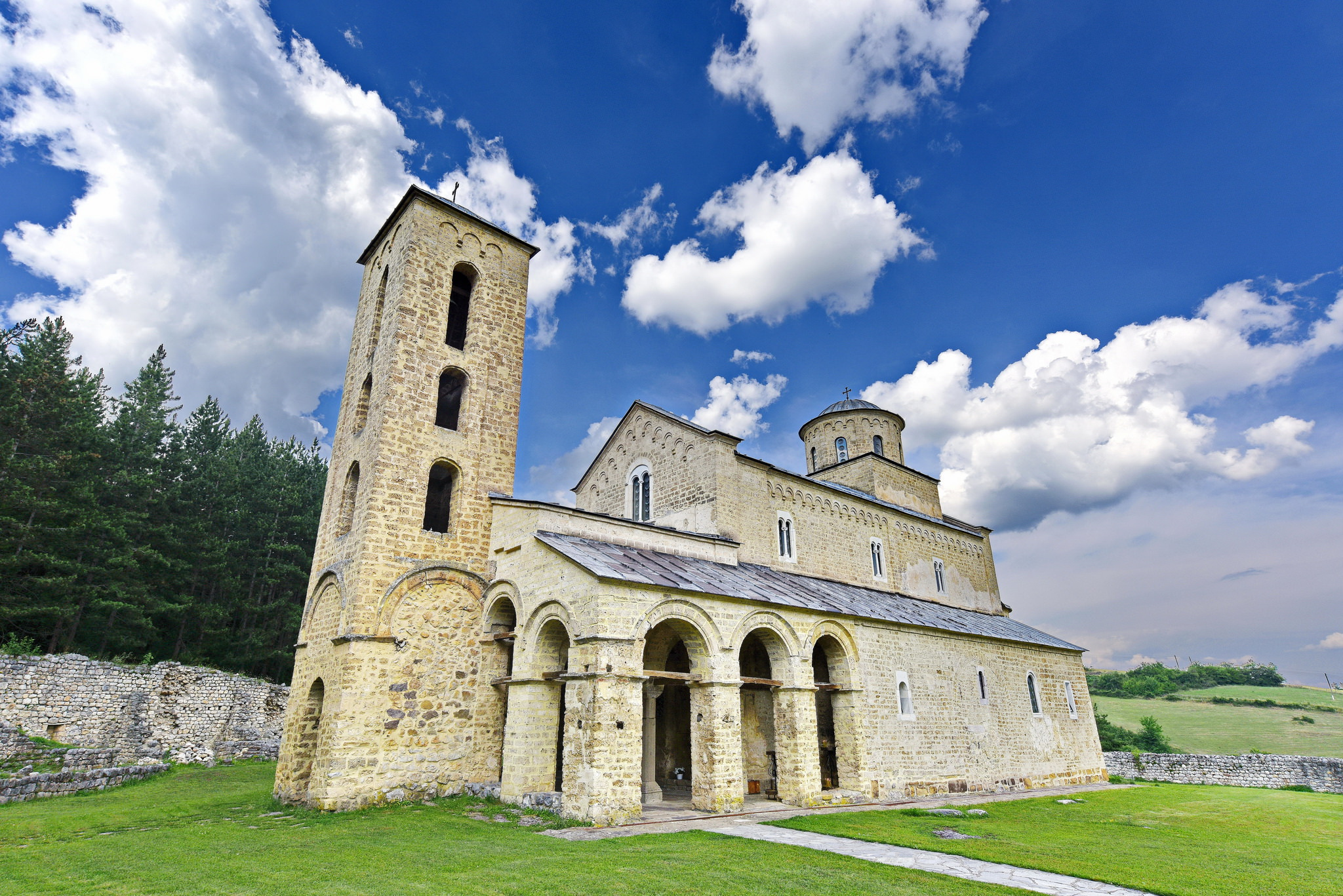
Kloster Sopoćani (Serbien)
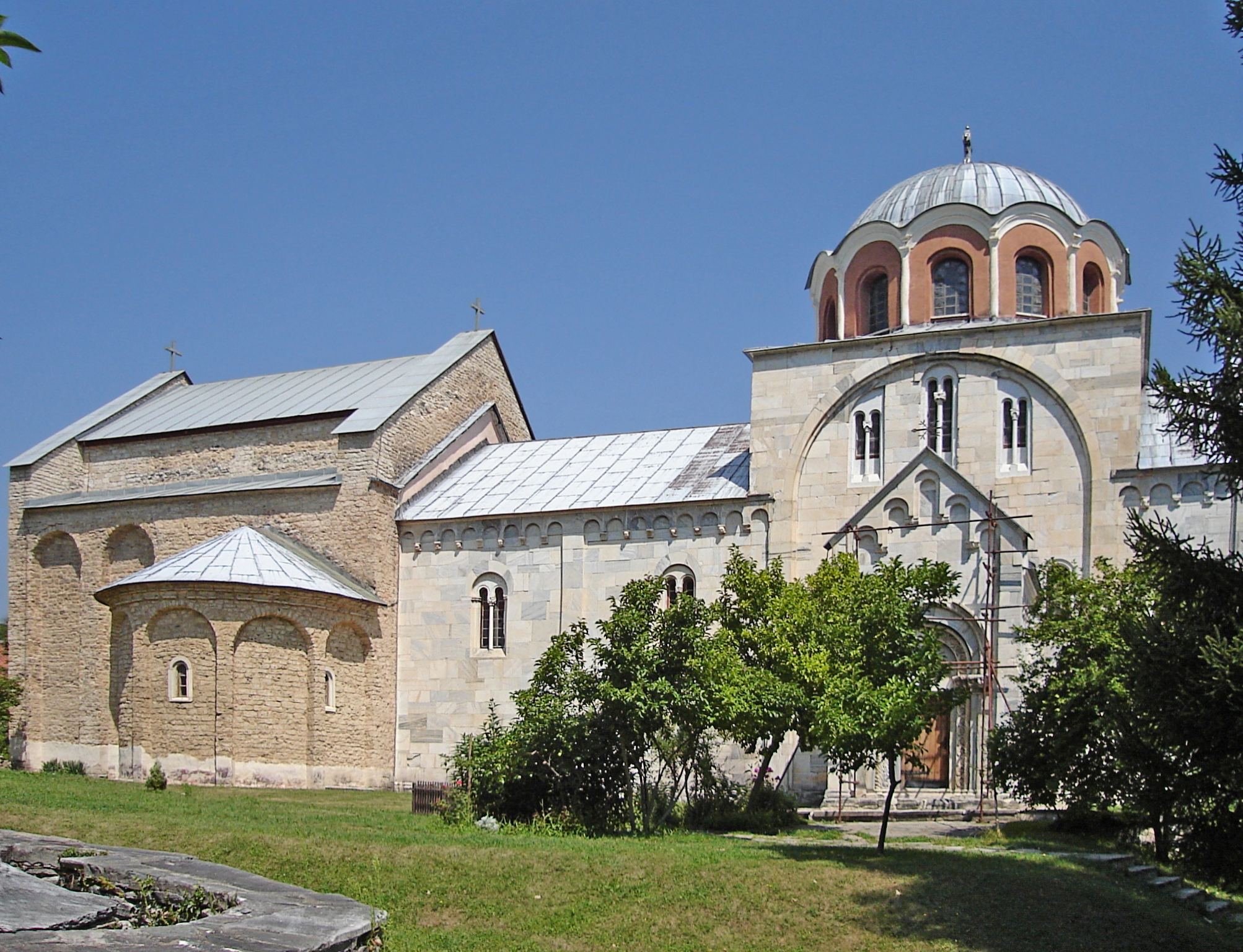
Kloster Studenica (Serbien)